# Łukasz Węgliński
Łukasz Węgliński (Węgleński) herbu Godziemba (zm. przed 14 czerwca 1784 roku) – podkomorzy chełmski w 1775 roku, chorąży chełmski w latach 1772–1775, stolnik chełmski w latach 1771–1772, podczaszy chełmski w latach 1770–1771, stolnik chełmski w latach 1752–1770, cześnik krasnostawski w latach 1738–1752, marszałek ziemi chełmskiej w konfederacji radomskiej w 1767 roku.